# Château du Bignon
 (Mai 2025).
Motif : Absence de sources récentes.
- Archive Wikiwix
- Bing
- Cairn
- DuckDuckGo
- E. Universalis
- Gallica
- Google
- G. Books
- G. News
- G. Scholar
- Persée
- Qwant
- (zh) Baidu
- (ru) Yandex

| 1. | Préciser le motif de la pose du bandeau. | Précisez le motif de la pose du bandeau en utilisant la syntaxe suivante : {{admissibilité à vérifier\|date=mai 2025\|motif=remplacez ce texte par le motif}}                          |
| 2. | Informer les utilisateurs concernés.     | Pensez à avertir le créateur de l'article, par exemple, en insérant le code ci-dessous sur sa page de discussion : {{subst:avertissement admissibilité à vérifier\|Château du Bignon}} |

Le Château du Bignon est un château français situé à l'entrée méridionale du bourg de Saint-Laurent-des-Mortiers, dans le département de la Mayenne et la région des Pays de la Loire.  

## Histoire
Le domaine appartient à René Gouesse du Bignon, conseiller en l'élection de Château-Gontier, 1696, 1709 ; puis à Jacob-Nicolas-François-Mathieu Guiteau, seigneur de Bannes, gendre et héritier de René Gouesse du Bignon ; puis à Marie Joseph de Bonchamps. C'est lui qui a fait construire, puis son fils Louis Florent de Bonchamps, dans les premières années du XIXe siècle, sur l'emplacement de l'ancienne maison, au sud et tout près du bourg, le château actuel.
Le grand logis, avec les deux pavillons qui joignent la grille donnant sur la rue, fut décoré avec prodigalité de bas-reliefs en plâtre ou ciment qui ne résistent plus suivant l'Abbé Angot à la fin du XIXe siècle, dans l'abandon où est laissée l'habitation, aux injures des eaux et de la gelée. 
Une chapelle dès longtemps en ruine avait été interdite, affirme-t-on, « depuis 200 ans », parce qu'on y avait enterré un homme assassiné dans le voisinage.

## Seigneurs[1]
Les Guitau ou Guiteau sont une famille de magistrature anoblie en 1719, dont trois membres ont eu successivement la charge de lieutenant général au présidial de Château-Gontier. Les armoiries de la famille Guiteau sont d'azur au chevron d'or, accompagné en chef de deux soleils d'argent et en pointe d'une aiglette éployée d'or.

## Sources et bibliographie
- « Château du Bignon », dans Alphonse-Victor Angot et Ferdinand Gaugain, Dictionnaire historique, topographique et biographique de la Mayenne, Laval, A. Goupil, 1900-1910 [détail des éditions] (BNF 34106789, présentation en ligne)